# Deltopyxidaceae
Cyttariaceae is een familie van de Leotiomycetes, behorend tot de orde van Cyttariales. Het typegeslacht is Deltopyxis.

## Taxonomie
De familie Deltopyxidaceae bestaat uit slechts twee geslachten: 
- Deltopyxis
- Phaeopyxis